# Wieliczkowicze (rejon kamieniecki)
Wieliczkowicze (biał. Вялічкавічы, Wialiczkawiczy; ros. Величковичи, Wieliczkowiczi) – wieś na Białorusi, w obwodzie brzeskim, w rejonie kamienieckim, w sielsowiecie Wołczyn, nad Bugiem, który stanowi tu granicę państwową z Polską.

## Historia
W XIX i w początkach XX w. położone były w Rosji, w guberni grodzieńskiej, w powiecie brzeskim, w gminie Wołczyn.
W dwudziestoleciu międzywojennym leżały w Polsce, w województwie poleskim, w powiecie brzeskim, w gminie Wołczyn. W 1921 miejscowość liczyła 212 mieszkańców, zamieszkałych w 35 budynkach, wyłącznie Polaków. 211 mieszkańców było wyznania prawosławnego i 1 rzymskokatolickiego.
Po II wojnie światowej w granicach Związku Sowieckiego. Od 1991 w niepodległej Białorusi.